# Kepler (Mondkrater)

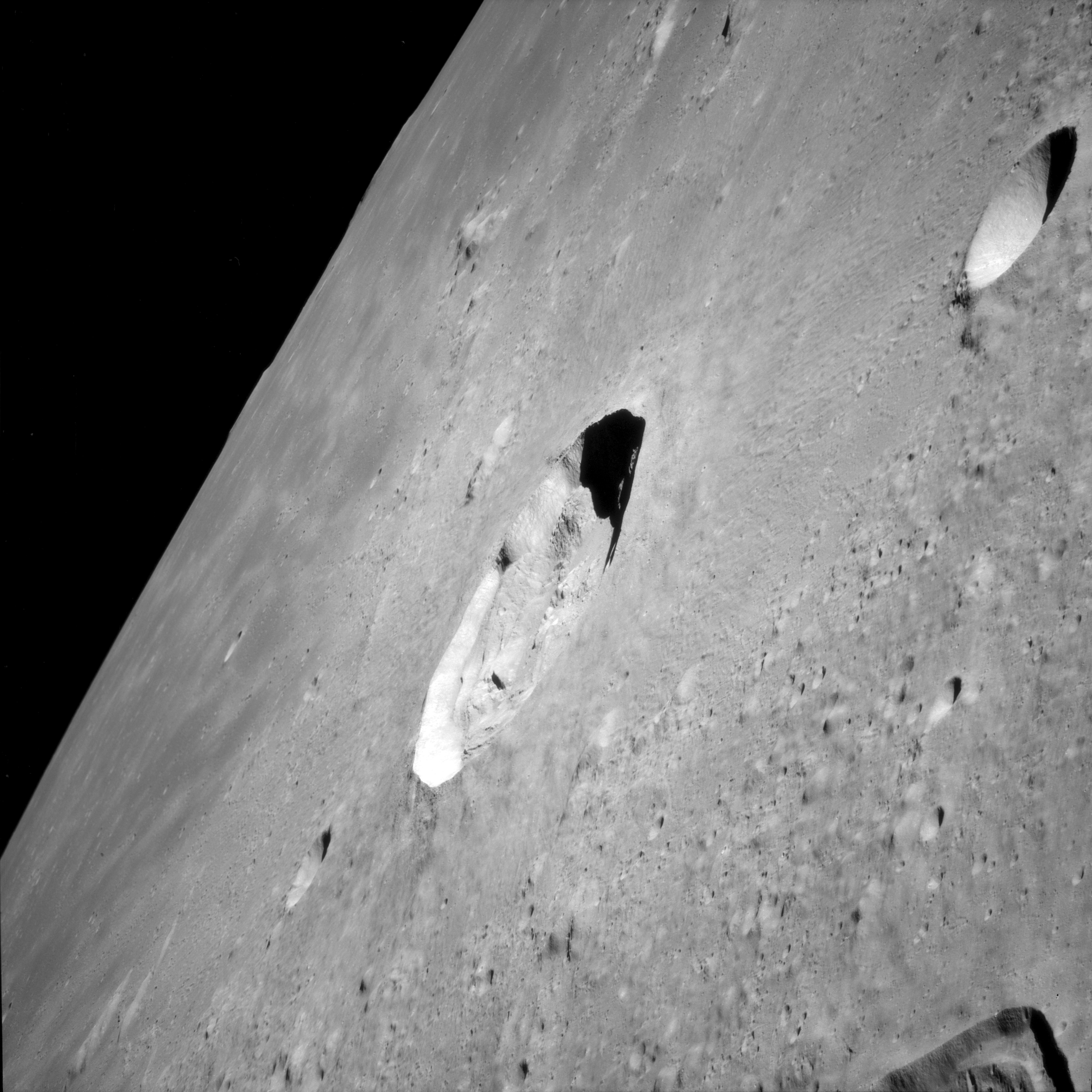
Aufnahme aus dem Mondorbit von Apollo 12

Kepler ist ein Krater auf dem Mond, der nach dem deutschen Astronomen Johannes Kepler benannt ist. Er ist bereits mit einem kleinen Teleskop ein sehr auffälliger Mondkrater, da er ähnlich wie Tycho und Kopernikus über ein Strahlensystem verfügt.

## Lage und Eigenschaften
Kepler ist ein auffallender Krater nahe dem Mondäquator auf der erdzugewandten Mondseite. Er liegt mit seinem Zentrum bei 8,1° nördlicher selenografischer Breite und 38,0° westlicher Länge, östlich des Oceanus Procellarum und westlich des Mare Insularum. Sein Durchmesser beträgt 32 Kilometer. Seine Tiefe misst von den Höhen des Kraterwalls 2600 Meter. Der Kraterrand ist durch Abrutschungen etwas eckig geformt. Der Innenhang des Walls ist terrassiert. Das zentrale Bergmassiv ist nur schwach ausgeprägt.
Kepler hat einen sehr hellen Innenbereich und ist darüber hinaus das Zentrum eines hellen Strahlensystems.
| Buchstabe | Position          | Durchmesser | Link |
| --------- | ----------------- | ----------- | ---- |
| A         | 7,13° N, 36,14° W | 11 km       |      |
| B         | 7,73° N, 35,35° W | 7 km        |      |
| C         | 10° N, 41,87° W   | 12 km       |      |
| D         | 7,4° N, 41,89° W  | 10 km       |      |
| E         | 7,36° N, 44,01° W | 6 km        |      |
| F         | 8,29° N, 39,1° W  | 6 km        |      |
| P         | 12,2° N, 34° W    | 4 km        |      |
| T         | 9° N, 34,62° W    | 3 km        |      |